# NGC 447
NGC 447 (другие обозначения — IC 1656, UGC 804, MCG 5-4-6, ZWG 502.13, PGC 4550) — галактика в созвездии Рыб. Открыта Генрихом Луи Д’Арре в 1861 году, описывается Дрейером как «тусклый, маленький, круглый объект; к северо-востоку наблюдается звезда 11-й величины».
NGC 447 имеет некоторые проблемы идентификации, так как в этой области неба находится много тусклых объектов. Судя по всему, объект NGC 447 соответствует объекту IC 1656.
Эта галактика вместе с NGC 449 и NGC 451 образует группу галактик.
Газ в галактике показывает достаточно высокую степень концентрации к центру. Излучение молекул CO и плотность газа в центре выше, чем в среднем по диску, соответственно, в 10 и в 8 раз.
Этот объект входит в число перечисленных в оригинальной редакции «Нового общего каталога».